# Пурпурна султанка
Пурпурна султанка (Porphyrio martinicus) е вид птица от семейство Rallidae.

## Разпространение и местообитание
Разпространен е в Антигуа и Барбуда, Аржентина, Аруба, Барбадос, Бахамските острови, Белиз, Бермудските острови, Боливия, Бразилия, Венецуела, Гватемала, Гвиана, Доминика, Доминиканската република, Еквадор, Кайманови острови, Канада, Колумбия, Коста Рика, Куба, Мартиника, Мексико, Монсерат, Никарагуа, Панама, Парагвай, Перу, Пуерто Рико, Салвадор, САЩ, Сейнт Винсент и Гренадини, Сейнт Китс и Невис, Сейнт Лусия, Суринам, Тринидад и Тобаго, Търкс и Кайкос, Уругвай, Фолкландски острови, Френска Гвиана, Хаити, Хондурас, Чили и Ямайка.